# Eliodoro Sollima
Eldiodoro Sollima (Marsala, 10 juli 1926 – Palermo, 3 januari 2000) was een Italiaans componist, pianist en leraar. 

## Leven
Sollima vervolmaakte zijn pianospel aan de Accademia Chigiana in Siena met Guido Agosti en in Arezzo met Arturo Benedetti Michelangeli die hem in mei 1954 selecteerde voor de eerste Italiaanse uitvoering van Kammerkonzert van Alban Berg in het Teatro Nuovo in Milaan
In 1965 stichtte hij Trio di Palermo tezamen met  violist Salvatore Cicero en de cellist Giovanni Perriera. Hiermee won hij in 1978 de Diapason d'Oro  
Hij speelde voor Deutsche Rundfunk, radio Scheweis en RAI.

## Werk
De werken omvatten evoluties (voor verschillende instrumenten), concertante variaties ("Città di Trieste" prijs), het concerto voor strijkers, de contrasten voor piano en orkest, de pianosonate (Prijs "Città di Treviso"), het trio voor piano, viool en cello (geschreven voor de vorming van het trio van Palermo en gewijd aan Cicero en perriera), de Radiofable Pimpinella, de drie momenten van de passie op Golgotha, de Plezier op Siciliaanse folk songs, de Trenodia (in opdracht van het Siciliaanse Symfonieorkest en gewijd aan de slachtoffers van het Tiananmen-plein bloedbad). 
Zijn muziek is onder andere gepubliceerd door Berben, sonzogno, Curci, Schott.

## Leraar
Sollima was hoogleraar compositie  aan het Conservatorium van Palermo van 1954 tot 1991 waar hij achttien jaar  directeur was. 
Hij doceerde gevorderde opleidingen voor piano, analyse en compositie, in Senigallia, in Trapani, in Palermo, in Polen en in Saarbrücken.
Onder zijn leerlingen waren onder meer de klarinettist Calogero Palermo en de cellist Giovanni Sollima, zijn zoon.

## Onderscheidingen
Zijn naam is verbonden aan de Eliodoro Sollima prijs van de pianowedstrijd  in Teatro Comunale van Marsala, zijn geboortestad, en aan een wedstrijd voor jonge solisten en kamerensembles van 6 tot 25 jaar.

## Opmerkingen
Hij is de vader van Giovanni Sollima, de beroemde cellist en componist geboren in Palermo op 21 oktober 1962.
- International Standard Name Identifier: 0000 0000 4491 6820
- Library of Congress Control Number: no2006132747
- Nederlandse Thesaurus van Auteursnamen: 160292972
- Virtual International Authority File: 74274555
- WorldCat: E39PBJckWc3yXqFQ3cDDfTQQbd